# Spanische Basketballnationalmannschaft der Damen
Die spanische Basketballnationalmannschaft der Damen repräsentiert Spanien bei internationalen Spielen oder bei Freundschaftsspielen. Die Spanierinnen wurden viermal Europameister und gewannen dazu drei Silbermedaillen sowie fünf Bronzemedaillen bei 23 Teilnahmen an Europameisterschaften. Bei Weltmeisterschaften holten die Spanierinnen 2014 die Silber- sowie 2010 und 2018 die Bronzemedaille. Bei den Mittelmeerspielen gewannen sie Gold 1991 sowie Bronze 1993, 2001 und 2005.

## Ergebnisse bei internationalen Turnieren

### Olympische Spiele
| - Barcelona 1992: 5. Platz - Athen 2004: 6. Platz - Peking 2008: 5. Platz - Rio de Janeiro 2016: . Platz | - Tokio 2020: 6. Platz - Paris 2024: 5. Platz |

### Weltmeisterschaften
| - 1994: 8. Platz - 1998: 5. Platz - 2002: 5. Platz - 2006: 8. Platz | - 2010: . Platz - 2014: . Platz - 2018: . Platz |

### Europameisterschaften
| - 1974: 12. Platz - 1976: 10. Platz - 1978: 11. Platz - 1980: 10. Platz - 1983: 11. Platz - 1985: 10. Platz - 1987: 6. Platz - 1993: . Platz | - 1995: 9. Platz - 1997: 5. Platz - 2001: . Platz - 2003: . Platz - 2005: . Platz - 2007: . Platz - 2009: . Platz - 2011: 9. Platz | - 2013: . Platz - 2015: . Platz - 2017: . Platz - 2019: . Platz - 2021: 7. Platz - 2023: . Platz - 2025: . Platz |

## Kader
Eine Übersicht des aktuellen Kaders – der Basketball-Europameisterschaft der Damen 2025 – findet sich beispielsweise auf der englischsprachigen Fassung dieses Artikels.